# Rennellia paniculata
Rennellia paniculata är en måreväxtart som beskrevs av George King och James Sykes Gamble. Rennellia paniculata ingår i släktet Rennellia och familjen måreväxter.

## Underarter
Arten delas in i följande underarter:
- R. p. condensa
- R. p. paniculata